# Ferge Zsuzsa
Ferge Zsuzsa, Ferge Sándorné, született Kecskeméti Zsuzsanna (Budapest, 1931. április 25. – 2024. április 4.) Széchenyi-díjas magyar szociológus, az ELTE Társadalomtudományi Kar egyetemi tanára, a Magyar Tudományos Akadémia rendes tagja. A szegénység, a kirekesztés és a társadalmi rétegződés szociológiai aspektusának jelentős kutatója. 2006-tól az MTA Gyermekszegénység Elleni Programiroda vezetője.

## Életpályája
1949-ben érettségizett, majd felvették a Marx Károly Közgazdaságtudományi Egyetemre, ahol 1953-ban szerzett közgazdász diplomát. 
1950-ben a Központi Statisztikai Hivatal (KSH) közgazdasági főosztályának munkatársa lett, majd 1959-ben a rétegződéskutatási osztály vezetőjévé nevezték ki. 
Szociológia felé forduló érdeklődése miatt távoznia kellett a KSH-ból, helyette 1969-ben az MTA Szociológiai Kutatóintézetébe került, ahol előbb a rétegződéskutatási, majd a társadalompolitikai osztály vezetője volt. E mellett az Eötvös Loránd Tudományegyetem docenseként is dolgozott. 
1988-ban főállású egyetemi tanári kinevezést kapott az egyetemen. Ugyanekkor az ELTE Szociológiai és Szociálpolitikai Intézet és Továbbképző Központ szociálpolitikai tanszékének vezetője lett. E tisztségeit 1996-ig töltötte be.
1994-ben az ELTE Szociológiai Doktori Iskola alapító tagja volt, majd 1995 és 2000 között vezette a szociálpolitikai doktori képzés alprogramot. 2001-ben emeritálták és a Szegénységkutatási Központ vezetője lett. Több külföldi (elsősorban amerikai, brit, francia és osztrák) egyetemen volt vendégtanár, vendégelőadó, vendégkutató. Az Edinburgh-i Egyetem (társadalomtudományi) díszdoktorává fogadta.
1969-ben védte meg a filozófiai tudományok köréből kandidátusi, majd 1982-ben a szociológiai tudományok köréből (akadémiai) doktori értekezését. Az MTA Szociológiai Bizottságának lett tagja. 1998-ban a Magyar Tudományos Akadémia levelező, majd 2004-ben rendes tagjává választották. 2006-ban az MTA Gyermekszegénység Elleni Programiroda vezetőjévé nevezték ki, amely kidolgozta, illetve kutatja, monitorozza a Gyermekszegénység elleni Nemzeti Programot. 1993-ban a londoni Európai Akadémia (Academia Europaea) is tagjai közé választotta. 
Akadémiai tisztségei mellett 1988-ban a Hilscher Rezső Szociálpolitikai Egyesület elnökévé választották, melynek 2000-ben örökös elnöke lett. 1990 és 1997 között az Autonómia Alapítvány kuratóriumának elnöke volt. 1993 és 1997 között a Független Szakszervezetek Demokratikus Ligája képviseletében a Nyugdíjbiztosítási Önkormányzat tagja volt. 1997 és 2000 között a Kossuth- és Széchenyi-díj Bizottság tagjaként is tevékenykedett. 1995 és 2001 között a Soros Alapítvány szociális kérdésekkel foglalkozó szakkuratóriumának tagjaként dolgozott. 1995-ben a Szociális Szakmai Szövetség elnökévé, 2007-ben tiszteletbeli elnökévé választották.

## Munkássága
Főbb kutatási és oktatási területei: a társadalmi struktúra, rétegződés; társadalmi újratermelés; társadalmi egyenlőtlenségek; társadalmi integráció; a társadalom- és szociálpolitika története, működése voltak.
A szegénység, a depriváció, a marginalizálódás és a kirekesztés területével is foglalkozik. A 2000-es években végzett kutatásai elsősorban a gyermekszegénységgel kapcsolatosak. Jelentős eredményeket ért el a civilizációs folyamat és társadalom (illetve az állam) beavatkozási lehetőségeinek, korlátainak és kudarcainak elemzésében. Társadalomrétegződési kutatásai a gyermekszegénység és a szegregáció területén úttörőnek számítottak. A magyarországi szociálismunkás- és szociálpolitikus-képzés egyik bevezetője volt.
Több mint háromszáz tudományos publikáció szerzője vagy társszerzője. Jelentős publicisztikai munkássága is, több napilapban, illetve hetilapban jelentetett meg szociálpolitikai témájú írásokat. Munkáit elsősorban magyar nyelven adta közre, de több publikációja jelent meg angolul is.

## Családja
Férje Ferge Sándor volt, akivel 1953-ban kötött házasságát. Két gyermeke (Sándor, 1953 és Anna, 1955) született. Nagyapja Kecskeméti Ármin (1874–1944) makói rabbi és irodalomtörténész, édesapja Kecskeméti György (1901–1944) újságíró volt. Édesanyja Keller Ágota.

## Díjai, elismerései
- SZOT-díj (1984)
- Széchenyi-díj (1995) – A társadalmi rétegződés, az elszegényedés, a munkanélküliség okait feltáró, a szociálpolitikát és a foglalkoztatáspolitikát megalapozó kiemelkedő kutatói munkásságáért.
- Pro Urbe Budapest (1996)
- Polányi Károly-díj (1998)
- Hazám-díj (2001)
- A Magyar Köztársasági Érdemrend középkeresztje (2002)
- Radnóti Miklós antirasszista díj (2004)
- Prima-díj (2005)
- Újbuda díszpolgára (2006)[4]
- Nagy Imre-érdemrend (2007)
- Demény Pál-emlékérem(wd) (2008)
- Budapest díszpolgára (2009)
- Húszéves a Köztársaság díj (2009)
- Európai Polgár Díj (2010)[5]
- Báthory-emlékérem (2015)
- Lukács György-díj (2017)
- Mensch díj (2017)

## Főbb publikációi
- Ferge Sándorné: A személyi jövedelemeloszlás, valamint a jövedelem és a fogyasztás közötti kapcsolat vizsgálatánál alkalmazott mutatók egyes kérdései; Tempó, Bp., 1961 (Statisztikai Tudományos Konferencia Budapest)
- Statistical social surveys in Hungary. Stratification and time-budget studies; A. Margaret Mód: Different investigations of stratification in Hungary / Susan Ferge: Timebudget studies in the statistical work of Hungary; Hungarian Central Statistical Office, Bp., 1966
- A szociológiai felvétel módszerei; összeáll., vál. Cseh-Szombathy László, Ferge Zsuzsa, ford. Józsa Péter; Közgazdasági és Jogi, Bp., 1968
- Társadalmunk rétegződése. Elvek és tények; Közgazdasági és Jogi, Bp., 1969
- Turgonyi Júlia–Ferge Zsuzsa: Az ipari munkásnők munka- és életkörülményei; Kossuth Kiadó, Bp., 1969
- Francia szociológia. Válogatás; összeáll., vál., bev. Ferge Zsuzsa, ford. Lakatos Mária; Közgazdasági és Jogi, Bp., 1971
- A társadalmi struktúra és rétegeződés 2. Elméletek és konkrét elemzések 2.; szerk. Ferge Zsuzsa; Tankönyvkiadó, Bp., 1973
- Az iskola szociológiai problémái. Válogatott tanulmányok; vál. Ferge Zsuzsa, Háber Judit; Közgazdasági és Jogi, Bp., 1974
- Az iskolarendszer és az iskolai tudás társadalmi meghatározottsága; Akadémiai, Bp., 1976 (Neveléstudomány és társadalmi gyakorlat)
- Pedagógusok és tanulók a szakmunkásképzésben. Az MTA Szociológiai Kutató Intézet és a Fővárosi Pedagógiai Intézet vizsgálata; szerk. Ferge Zsuzsa; MTA Szociológiai Kutatóintézet, Bp., 1976– (Magyar Tudományos Akadémia Szociológiai Kutató Intézetének kiadványai)
- A society in the making. Hungarian social and societal policy 1945–75; Sharpe, New York–Plains, 1979
- Társadalompolitikai tanulmányok; Gondolat, Bp., 1980 (Társadalomtudományi könyvtár)
- Társadalmi újratermelés és társadalompolitika; Közgazdasági és Jogi, Bp., 1982
- Dvete lica na obrazovanieto; bolgárra ford. Elisaveta Čuhova; Narodna mladež, Sofia, 1984
- Szegénység, depriváció, szociálpolitika; szerk. Gábor László, Kende László, összeáll. Ferge Zsuzsa, Gábor László; MTA Szociológiai Kutatóintézet, Bp., 1985
- Fejezetek a magyar szegénypolitika történetéből; Magvető, Bp., 1986 (Gyorsuló idő)
- Dynamics of deprivation; szerk. Ferge Zsuzsa, S. M. Miller; Gower, Aldershot–Brookfield, 1987 (Studies in social policy and welfare)
- Szociálpolitika ma és holnap; szerk. Ferge Zsuzsa, Várnai Györgyi; Kossuth, Bp., 1987
- A társadalombiztosítás elmélete és gyakorlata. Nemzetközi válogatás; szerk. Ferge Zsuzsa, Lévai Katalin, Pik Katalin; MTA Szociológiai Kutatóintézet, Bp., 1987
- Plan perspektywicznego rozwoju polityki socjalnej na Węgrzech. Tłumaczenie robocze. Materiały do użytku wewnętrznego (A szociálpolitika hosszútávú fejlesztésének megalapozása); lengyelre ford. Maria Puternicka; Zakład Ubezpieczeń Społecznych, Warszawa, 1988
- Van-e negyedik út? A társadalompolitika esélyei; Közgazdasági és Jogi, Bp., 1989 (Fehéren feketén)
- Szociálpolitika és társadalom. Válogatás Ferge Zsuzsa tanulmányaiból; vál. Várnai Györgyi; T-Twins, Bp., 1991 (Társadalompolitikai olvasókönyvek)
- A jóléti állam; szerk. Ferge Zsuzsa, Lévai Katalin; T-Twins, Bp., 1991 (Szociális szakképzés könyvtára)
- Social policy in a changing Europe; szerk. Ferge Zsuzsa, Jon Eivind Kolberg; Campus –Westview, Frankfurt–Boulder, 1992 (Public policy and social welfare)
- Social Costs of Transition (1996)
- Az állami szociálpolitika változásának trendjei a rendszerváltás óta, ezek illeszkedése nemzetközi (nemzetközileg változó) paradigmákhoz; MTA PTI, Bp., 1997 (Politikatudományi füzetek)
- A civilizációs folyamat fenyegetettsége; MTA, Bp., 1999 (Székfoglalók a Magyar Tudományos Akadémián)
- Elszabaduló egyenlőtlenségek. Állam, kormányok, civilek; Hilscher Szociálpolitikai Egyesület–ELTE Szociológiai Intézet, Bp., 2000 (Társadalompolitikai olvasókönyvek)
- Társadalmi védelem, kirekesztés és szegénység Magyarországon (társszerző, 2002)
- Küzdelem a szegénység és a társadalmi kirekesztés ellen; Ferge Zsuzsa, Tausz Katalin, Darvas Ágnes; Nemzetközi Munkaügyi Hivatal Közép- és Kelet-európai Iroda, Bp., 2002–
- A szegénység és kirekesztés változása, 2001–2006 (társszerző, 2006)
- Bass László–Ferge Zsuzsa–Márton Izabella: Gyorsjelentés a szegényedésről, 2000–2003. A Szociális Szakmai Szövetség jelentése a szociális munkások beszámolói alapján; Szociális Szakmai Szövetség, Bp., 2003
- Kétsebességű Magyarország; ELTE TÁTK Szociális Munka és Szociálpolitikai Tanszék, Bp., 2003 (Társadalompolitika, szociálpolitika, szociális munka)
- Ellenálló egyenlőtlenségek. A mai egyenlőtlenségek természetrajzához; ELTE TÁTK Szociális Munka és Szociálpolitikai Tanszék–Sík, Bp., 2005 (Társadalompolitika, szociálpolitika, szociális munka)
- Konferencia az esélyegyenlőséget növelő óvodai-iskolai jó gyakorlatokról. Bátonyterenye, 2009. október 16-17.; szerk. Ferge Zsuzsa, Makai Tóth Mária; MTA TK GYEP, Bp., 2010 (Gyerekesély füzetek)
- Társadalmi áramlatok és egyéni szerepek. Adalékok a rendszerstruktúra és a társadalmi struktúra átalakulásának dinamikájához; Napvilág, Bp., 2010 (20 év után)
- Vágányok és vakvágányok a társadalompolitikában. Válogatott tanulmányok; L'Harmattan–Könyvpont, Bp., 2012
- Ellenálló egyenlőtlenségek. A mai egyenlőtlenségek természetrajzához; MTA, Bp., 2014 (Székfoglalók a Magyar Tudományos Akadémián)
- Nem cserélek elveket. Életút-beszélgetések; készítette Weiler Katalin; Noran Libro, Bp., 2016
- Magyar társadalom- és szociálpolitika, 1990–2015; Osiris, Bp., 2017 (A mai Magyarország)

## Emlékezete
- 2024 óta nevét őrzi az 578622 Fergezsuzsa kisbolygó.[6]